# Anna Raspoutina
Anna Mikhaïlovna Raspoutina, née Chouliatikova (en russe : Анна Михайловна Распутина, Шулятикова), née le 6 décembre 1874, dans le gouvernement de Perm, et morte le 17 février 1908, à Lissi Nos, est une révolutionnaire russe, sœur de Vladimir Chouliatikov (ru). 
À partir de 1906, elle est membre du détachement volant de combat de la région du Nord (ru) du parti socialiste révolutionnaire, et participe à la préparation de plusieurs tentatives d'assassinat.
En février 1908, elle est arrêtée et condamnée à la mort par pendaison.

## Biographie
Anna Mikhaïlovna naît le 6 décembre 1874, dans le village de Novoïe Oussolié, dans le gouvernement de Perm. Elle a pour mère Aleksandra Kouzminitcha et pour père Mikhaïl Chouliatikov (ru), militant révolutionnaire russe, exilé à Perm, et pour frère Vladimir Mikhaïlovitch, et une sœur Olga Kravtsova. 
La famille revient à Moscou en 1882. Anna Mikhaïlovna est diplômée du 4e lycée féminin de Moscou en 1893, avec une médaille d'argent, puis du cours Bestoujev en 1896.
Membre de Narodnaïa Volia à partir de 1894, elle est impliquée dans la création et le fonctionnement illégal de l'imprimerie Lakhtinski,. Lorsque celle-ci est fermée, en juillet 1896, elle se cache avec son frère Vladimir et sa sœur Olga à Tcherepovets. Elle est arrêtée en 1896 avec Maria Vetrova et incarcérée à la forteresse Pierre-et-Paul.
En janvier 1898, elle est exilée en Sibérie orientale.
À Iakoutsk, elle épouse l'exilé politique Ivan Spiridonovtich Raspoutine, à l'église de la prison de Iakoutsk. Ils auront deux filles, Iekaterina, née en 1899, et Natalia, née en 1902. Elle revient de Sibérie pendant l'été 1903, et s'installe dans la propriété d'un oncle, Aleksandr Tcharouchnikov (ru), dans l'ouïezd de Maloïaroslavets du gouvernement de Kalouga.
En novembre 1904, elle rejoint illégalement Saint-Pétersbourg. Elle devient en 1906 membre du détachement volant de combat de la région du Nord (ru) du parti socialiste révolutionnaire, sous la direction de Albert Trauberg (ru), surnommé Karl. Elle participe à la préparation des attentats contre le directeur de la prison de Saint-Pétersbourg, le colonel Ivanov (ru), contre le procureur de la cour militaire suprême, le général Pavlov, contre le directeur général de l'administration pénitentiaire Aleksandr Maksimovski, contre le général Mine, célèbre pour la répression de l'insurrection de Moscou à Krasnaya Presnya. Elle organise également l'attentat contre le ministre de la justice Ivan Chtcheglovitov.
À la suite des provocations montées par Yevno Azev, elle est arrêtée le 7 février 1908, en même temps que d'autres de ses camarades, et est enfermée dans la forteresse Pierre-et-Paul. Le tribunal militaire de district de Saint-pétersbourg la condamne alors à la peine de mort.
Elle est pendue le 17 février 1908 à Lissi Nos près de Saint-Pétersbourg avec I. N Lebedeva, Vsevolod Lebedintsev (ru), Lev Sinegoub (ru), Lidia Stouré, Baranov. et un paysan du nom de Ieranski de l'ouiïezd de Viatska.
Le détachement léger de combat de la région du Nord est le thème des Sept Pendus de Leonid Andreïev (1908).